# Џишо
Џишо (治承) је јапанска ера (ненко) која је настала после Анген и пре Јова ере. Временски је трајала од августа 1177. до јула 1181. године и припадала је Хејан периоду. Владајући цареви били су Такакура и Антоку.

## Важнији догађаји Џишо ере
- 1177. (Џишо 1, двадесетосми дан четвртог месеца): Настаје велики пожар у престоници који, ношен ветром, обухвата велике делове града. Царска палата је потпуно уништена.[4]
- 1178. (Џишо 2, дванаести дан једанаестог месеца): Супруга цара Такакуре - Токуко, рађа наследника, цара Антокуа.[5]
- 1180. (Џишо 4, двадесетпрви дан другог месеца): Цар Такакура абдицира.[5]
- 1180. (Џишо 4, двадесетпрви дан четвртог месеца): У дванаестој години владавине цар је приморан да абдицира. Трон наслеђује син и унук Таире Кијоморија који је у то време још одојче.[6][7]
- 1180. (Џишо 4, двадесетдругидан четвртог месеца): У званичној церемонији цар Антоку наслеђује трон.[8][9]
- 1180. (Џишо 4, други дан шестог месеца): Цео двор се сели за Фукухару (данашњи Кобе, префектура Хјого). Престоница је накратко пресељена.[5]
- 1180. (Џишо 4, двадесетшести дан једанаестог месеца): Двор се из Фукухаре враћа за Кјото који опет постаје царски град.[10]
- 1180. (Џишо 4): У престоници настаје торнадо који доноси велику штету граду.[11]
- 1181. (Џишо 5, четрнаести дан првог месеца): Цар Такакура умире.[5]
- 1181. (Џишо 5, двадесетпети дан четвртог месеца): Битка на реци Суномата.